# The Invader (1997)
The Invader is een Canadese sciencefictionfilm uit 1997 onder regie van Mark Rosman, die ook het scenario schreef. De hoofdrollen worden vertolkt door Sean Young, Ben Cross, Daniel Baldwin en Nick Mancuso.

## Verhaal
Renn, een buitenaards wezen waarvan het ras bijna uitgeroeid is, landt op de Aarde om een vrouw zwanger te maken en zo zijn ras te herbevolken. Zij keuze valt op Annie Nilssen, een lerares van de plaatselijke school die het onlangs heeft uitgemaakt met haar vriend, sheriff Jack Logan. Renn ontvoert haar naar zijn ruimteschip om de baby na een termijn van drie dagen ter wereld te brengen.
Renn wordt echter al een hele tijd achtervolgd door Willard, een ander buitenaards wezen wiens ras Renns ras probeert uit te roeien. Willard onderneemt samen met Logan en een aantal hulpsheriffs een "reddingsactie". Renn slaagt erin om Annie te beschermen, maar wanneer zijn ruimteschip door een onweersbui verwoest blijkt te zijn, moeten ze doorreizen naar de dichtstbijzijnde bergtop om te proberen contact te maken met zijn moederschip.
Gedurende hun trektocht begint Annie sympathie te krijgen voor haar ontvoerder en Renn ontdekt op zijn beurt dat hij gevoelens ontwikkelt voor de Aardse vrouw. Ze bereiken ternauwernood een berg waar de psychische kreet van de baby het moederschip waarschuwt om hen te komen halen. Annie krijgt de baby en Renn doodt Willard in een ultieme confrontatie, maar raakt zelf dodelijk gewond. Zijn soortgenoten arriveren en nemen zijn lichaam en de baby mee.

## Rolverdeling
| Acteur             | Personage       |
| ------------------ | --------------- |
| Sean Young         | Annie Nilssen   |
| Ben Cross          | Renn            |
| Daniel Baldwin     | Jack Logan      |
| Nick Mancuso       | Willard         |
| Lynda Boyd         | Gail            |
| Tim Henry          | Older Cop       |
| Ken Tremblett      | Deputy Davidson |
| Robert André       | McNeil          |
| Craig Bruhnanski   | Gessner         |
| Joe Maffei         | Bartender       |
| Alan Franz         | Rookie Cop      |
| Howard Storey      | Hunter #1       |
| Patrick Stevenson  | Hunter #2       |
| Linda Ko           | Doctor          |
| Stephen Dimopoulos | Motel Clerk     |
| Kyle Hogg          | Classroom Boy   |
| Alexa Mardon       | Classroom Girl  |
| Marc Baur          | Portsmith Cop   |